# Slither (álbum)
Slither é o quarto álbum de estúdio da banda Earth Crisis, lançado a 20 de Junho de 2000.

## Faixas
Todas as faixas por Earth Crisis.
1. "Loss of Humanity" – 0:51
2. "Slither" – 4:00
3. "Provoke" – 3:17
4. "Nemesis" – 5:00
5. "Agress" – 3:38
6. "Biomachines" – 3:34
7. "Killing Brain Cells" – 3:15
8. "Arc of Descent" – 2:57
9. "Mechanism" - 3:15
10. "Behind the Wire" – 2:34
11. "Mass Arrest" – 3:31
12. "Hairtrigger" – 3:57
13. "Escape" – 2:59

## Desempenho nas paradas musicais
| Parada musical (1998)            | Posição |
| -------------------------------- | ------- |
| Estados Unidos - Top Heatseekers | 50      |

## Créditos
- Karl Buechner - Vocal
- Scott Crouse - Guitarra
- Erick Edwards - Guitarra
- Ian Edwards - Baixo
- Dennis Merrick - Bateria